# Elecciones generales de Italia de 1968
Las elecciones generales se celebraron en Italia el 19 de mayo de 1968 para elegir al Quinto Parlamento Republicano. Democrazia Cristiana (DC) se mantuvo estable en torno al 38% de los votos. Fueron marcados por una victoria del Partido Comunista (PCI) pasando del 25% en 1963 a c. 30% en el Senado, donde se presentó conjuntamente con el nuevo Partido Socialista Italiano de Unidad Proletaria (PSIUP), que incluía miembros del Partido Socialista (PSI) que no estaban de acuerdo con la alianza de este último con DC. PSIUP ganó c. 4.5% en la Cámara. El Partido Socialista y el Partido Socialista Democrático (PSDI) se presentaron juntos como el PSI-PSDI Unificados, pero ganaron c. 15%, mucho menos que la suma de lo que las dos partes habían obtenido por separado en 1963.

## Sistema electoral
La pura representación proporcional por listas se había convertido tradicionalmente en el sistema electoral de la Cámara de Diputados. Las provincias italianas se unieron en 32 distritos electorales, cada uno eligiendo un grupo de candidatos. A nivel de circunscripción, los escaños se dividieron entre listas abiertas utilizando el método del resto mayor con la cuota Imperiali. Los votos y escaños restantes se transfirieron a nivel nacional, donde se dividieron utilizando la cuota Hare, y se distribuyeron automáticamente a los mejores perdedores en las listas locales.
Para el Senado, se establecieron 237 circunscripciones de un solo escaño, incluso si la asamblea se había elevado a 315 miembros. Los candidatos necesitaban una victoria abrumadora de dos tercios de los votos para ser elegidos, un objetivo que solo podían alcanzar las minorías alemanas en Tirol del Sur. Todos los votos y escaños permanecieron agrupados en listas de partidos y distritos electorales regionales, donde se utilizó un método D'Hondt: dentro de las listas, se eligieron los candidatos con los mejores porcentajes.

## Contexto histórico

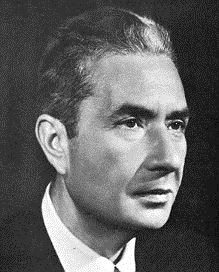
El primer ministro Aldo Moro

El 21 de agosto de 1964, el líder histórico del Partido Comunista Italiano, Palmiro Togliatti, murió de hemorragia cerebral mientras estaba de vacaciones con su compañera Nilde Iotti en Yalta, entonces en la Unión Soviética. Según algunos de sus colaboradores, Togliatti viajaba a la Unión Soviética para dar su apoyo a la elección de Leonid Brézhnev como sucesor de Nikita Khrushchev al frente del Partido Comunista de la Unión Soviética. Togliatti fue reemplazado por Luigi Longo, miembros de PCI prominentes desde hace mucho tiempo; Longo continuó la línea de Togliatti, conocida como el "Camino italiano al Socialismo", minimizando la alianza entre el Partido Comunista Italiano y la URSS. Reaccionó sin hostilidad contra los nuevos movimientos de izquierda que surgieron en 1968 y, entre los líderes del PCI, fue uno de los más dispuestos a involucrarse con los nuevos activistas, aunque no condonó sus excesos.
Por otra parte, Francesco De Martino, se convirtió en el nuevo secretario del Partido Socialista Italiano, después de la renuncia de Pietro Nenni, debido a la edad.
En 1965, la agencia de inteligencia SIFAR se transformó en el SID después de un golpe de Estado abortado, Piano Solo, que debía dar el poder a los Carabinieri, que entonces dirigía el general De Lorenzo.
El difícil equilibrio de la sociedad italiana fue desafiado por un creciente movimiento de izquierda, a raíz de los disturbios estudiantiles de 1968 ("Sessantotto"). Este movimiento se caracterizó por eventos tan heterogéneos como las revueltas de los trabajadores agrícolas sin empleo (Avola, Battipaglia 1969), las ocupaciones de las universidades por los estudiantes, la agitación social en las grandes fábricas del norte (1969 autunno caldo, otoño caliente). Mientras que las fuerzas conservadoras intentaron revertir algunos de los avances sociales de la década de 1960, y parte de los militares se entregó a "sables" para intimidar a las fuerzas políticas progresistas, numerosos activistas de izquierda se frustraron cada vez más por las desigualdades sociales, mientras que el mito de la guerrilla (Che Guevara, los Tupamaros uruguayos) y de la "revolución cultural" maoísta china, inspiraron cada vez más movimientos violentos de extrema izquierda.
Las protestas sociales, en las que el movimiento estudiantil fue particularmente activo, sacudieron a Italia durante el autunno caldo de 1969, lo que llevó a la toma de la fábrica de Fiat en Turín. En marzo de 1968, se produjeron enfrentamientos en la Universidad La Sapienza en Roma, durante la "Batalla de Valle Giulia". Mario Capanna, asociado con la Nueva Izquierda, fue una de las figuras del movimiento estudiantil, junto con los miembros de Potere Operaio y Autonomia Operaia como Antonio Negri, Oreste Scalzone, Franco Piperno y de Lotta Continua como Adriano Sofri.

## Partidos y líderes
| Partido | Partido                                                  | Ideología               | Líder                |
| ------- | -------------------------------------------------------- | ----------------------- | -------------------- |
|         | Democracia Cristiana (DC)                                | Democracia cristiana    | Mariano Rumor        |
|         | Partido Comunista Italiano (PCI)                         | Comunismo               | Luigi Longo          |
|         | Partido Socialista Unificado (PSU)                       | Socialdemocracia        | Francesco De Martino |
|         | Partido Liberal Italiano (PLI)                           | Liberalismo conservador | Giovanni Malagodi    |
|         | Partido Socialista Italiano de Unidad Proletaria (PSIUP) | Socialismo              | Lelio Basso          |
|         | Movimiento Social Italiano (MSI)                         | Neofascismo             | Arturo Michelini     |
|         | Partido Republicano Italiano (PRI)                       | Socioliberalismo        | Ugo La Malfa         |
|         | Partido Democrático de Unidad Monárquica (PDIUM)         | Conservadurismo         | Alfredo Covelli      |

## Resultados

### Cámara de Diputados
|                                    |                                                           |            |       |         |       |
| Partido                            | Partido                                                   | Votos      | %     | Escaños | +/−   |
|                                    | Democracia Cristiana (DC)                                 | 12.437.848 | 39,12 | 266     | +6    |
|                                    | Partido Comunista Italiano (PCI)                          | 8.551.347  | 26,90 | 177     | +11   |
|                                    | Partido Socialista Unificado (PSU)                        | 4.603.192  | 14,48 | 91      | −29   |
|                                    | Partido Liberal Italiano (PLI)                            | 1.850.650  | 5,82  | 31      | −8    |
|                                    | Partido Socialista Italiano de Unidad Proletaria (PSIUP)  | 1.414.697  | 4,45  | 23      | Nuevo |
|                                    | Movimiento Social Italiano (MSI)                          | 1.414.036  | 4,45  | 24      | −3    |
|                                    | Partido Republicano Italiano (PRI)                        | 626.533    | 1,97  | 9       | +3    |
|                                    | Partido Democrático Italiano de Unidad Monárquica (PDIUM) | 414.507    | 1,30  | 6       | −2    |
|                                    | Partido Popular Sudtirolés (SVP)                          | 152.991    | 0,48  | 3       | ±0    |
|                                    | Socialdemocracia                                          | 100.212    | 0,32  | 0       | ±0    |
|                                    | Nueva República (NR)                                      | 63.402     | 0,20  | 0       | ±0    |
|                                    | Partido Autónomo de los Pensionistas de Italia (PAPI)     | 41.416     | 0,13  | 0       | ±0    |
|                                    | Unión Valdostana (UV)                                     | 31.557     | 0,10  | 0       | −1    |
|                                    | Otros                                                     | 87.674     | 0,28  | 0       | ±0    |
| Votos válidos                      | Votos válidos                                             | 31.790.428 | 96,33 | –       | –     |
| Votos inválidos/en blanco          | Votos inválidos/en blanco                                 | 1.211.216  | 3,67  | –       | –     |
| Total                              | Total                                                     | 33.001.644 | 100   | 630     | ±0    |
| Votantes registrados/participación | Votantes registrados/participación                        | 35.566.493 | 92,79 | –       | –     |
| Fuente: Ministerio del Interior    |                                                           |            |       |         |       |

| \| Voto popular \| Voto popular \| Voto popular \| Voto popular \| Voto popular \| \| ------------ \| ------------ \| ------------ \| ------------ \| ------------ \| \| Partidos \| Partidos \| \| % \| % \| \| DC \| DC \| \| 39.12 % \| 39.12 % \| \| PCI \| PCI \| \| 26.90 % \| 26.90 % \| \| PSU \| PSU \| \| 14.48 % \| 14.48 % \| \| PLI \| PLI \| \| 5.82 % \| 5.82 % \| \| PSIUP \| PSIUP \| \| 4.45 % \| 4.45 % \| \| MSI \| MSI \| \| 4.45 % \| 4.45 % \| \| PRI \| PRI \| \| 1.97 % \| 1.97 % \| \| PDIUM \| PDIUM \| \| 1.30 % \| 1.30 % \| \| Otros \| Otros \| \| 1.50 % \| 1.50 % \| |          |  |         |         |
| Voto popular |          |  |         |         |
| Partidos | Partidos |  | %       | %       |
| DC | DC       |  | 39.12 % | 39.12 % |
| PCI | PCI      |  | 26.90 % | 26.90 % |
| PSU | PSU      |  | 14.48 % | 14.48 % |
| PLI | PLI      |  | 5.82 %  | 5.82 %  |
| PSIUP | PSIUP    |  | 4.45 %  | 4.45 %  |
| MSI | MSI      |  | 4.45 %  | 4.45 %  |
| PRI | PRI      |  | 1.97 %  | 1.97 %  |
| PDIUM | PDIUM    |  | 1.30 %  | 1.30 %  |
| Otros | Otros    |  | 1.50 %  | 1.50 %  |

| \| Escaños \| Escaños \| Escaños \| Escaños \| Escaños \| \| -------- \| -------- \| ------- \| ------- \| ------- \| \| Partidos \| Partidos \| \| % \| % \| \| DC \| DC \| \| 42.22 % \| 42.22 % \| \| PCI \| PCI \| \| 28.10 % \| 28.10 % \| \| PSU \| PSU \| \| 14.44 % \| 14.44 % \| \| PLI \| PLI \| \| 4.92 % \| 4.92 % \| \| MSI \| MSI \| \| 3.81 % \| 3.81 % \| \| PSIUP \| PSIUP \| \| 3.65 % \| 3.65 % \| \| PRI \| PRI \| \| 1.43 % \| 1.43 % \| \| PDIUM \| PDIUM \| \| 0.95 % \| 0.95 % \| \| Otros \| Otros \| \| 0.48 % \| 0.48 % \| |          |  |         |         |
| Escaños |          |  |         |         |
| Partidos | Partidos |  | %       | %       |
| DC | DC       |  | 42.22 % | 42.22 % |
| PCI | PCI      |  | 28.10 % | 28.10 % |
| PSU | PSU      |  | 14.44 % | 14.44 % |
| PLI | PLI      |  | 4.92 %  | 4.92 %  |
| MSI | MSI      |  | 3.81 %  | 3.81 %  |
| PSIUP | PSIUP    |  | 3.65 %  | 3.65 %  |
| PRI | PRI      |  | 1.43 %  | 1.43 %  |
| PDIUM | PDIUM    |  | 0.95 %  | 0.95 %  |
| Otros | Otros    |  | 0.48 %  | 0.48 %  |

### Senado de la República
|                                    |                                                           |            |       |         |       |
| Partido                            | Partido                                                   | Votos      | %     | Escaños | +/−   |
|                                    | Democracia Cristiana (DC)                                 | 10.972.114 | 38,34 | 135     | +6    |
|                                    | Partido Comunista Italiano–PSIUP (PCI–PSIUP)              | 8.585.601  | 30,00 | 101     | +17   |
|                                    | Partido Socialista Unificado (PSU)                        | 4.354.906  | 15,22 | 46      | −12   |
|                                    | Partido Liberal Italiano (PLI)                            | 1.943.795  | 6,79  | 16      | −2    |
|                                    | Movimiento Social Italiano (MSI)                          | 1.304.847  | 4,56  | 11      | −3    |
|                                    | Partido Republicano Italiano (PRI)                        | 622.388    | 2,17  | 2       | +2    |
|                                    | Partido Democrático Italiano de Unidad Monárquica (PDIUM) | 312.702    | 1,09  | 2       | ±0    |
|                                    | MSI–PDIUM                                                 | 292.349    | 1,02  | 0       | −1    |
|                                    | Partido Popular Sudtirolés (SVP)                          | 131.071    | 0,46  | 2       | ±0    |
|                                    | Socialdemocracia                                          | 36.073     | 0,13  | 0       | Nuevo |
|                                    | Unión Valdostana (UV)                                     | 28.414     | 0,10  | 0       | ±0    |
|                                    | Otros                                                     | 31.761     | 0,11  | 0       | ±0    |
| Votos válidos                      | Votos válidos                                             | 28.616.021 | 94,59 | –       | –     |
| Votos inválidos/en blanco          | Votos inválidos/en blanco                                 | 1.636.900  | 5,41  | –       | –     |
| Total                              | Total                                                     | 30.252.921 | 100   | 315     | ±0    |
| Votantes registrados/participación | Votantes registrados/participación                        | 32.517.638 | 93,04 | –       | –     |
| Fuente: Ministerio del Interior    |                                                           |            |       |         |       |

| \| Voto popular \| Voto popular \| Voto popular \| Voto popular \| Voto popular \| \| ------------ \| ------------ \| ------------ \| ------------ \| ------------ \| \| Partidos \| Partidos \| \| % \| % \| \| DC \| DC \| \| 38.34 % \| 38.34 % \| \| PCI–PSIUP \| PCI–PSIUP \| \| 30.00 % \| 30.00 % \| \| PSU \| PSU \| \| 15.22 % \| 15.22 % \| \| PLI \| PLI \| \| 6.79 % \| 6.79 % \| \| MSI \| MSI \| \| 4.56 % \| 4.56 % \| \| PRI \| PRI \| \| 2.17 % \| 2.17 % \| \| PDIUM \| PDIUM \| \| 1.09 % \| 1.09 % \| \| Otros \| Otros \| \| 1.83 % \| 1.83 % \| |           |  |         |         |
| Voto popular |           |  |         |         |
| Partidos | Partidos  |  | %       | %       |
| DC | DC        |  | 38.34 % | 38.34 % |
| PCI–PSIUP | PCI–PSIUP |  | 30.00 % | 30.00 % |
| PSU | PSU       |  | 15.22 % | 15.22 % |
| PLI | PLI       |  | 6.79 %  | 6.79 %  |
| MSI | MSI       |  | 4.56 %  | 4.56 %  |
| PRI | PRI       |  | 2.17 %  | 2.17 %  |
| PDIUM | PDIUM     |  | 1.09 %  | 1.09 %  |
| Otros | Otros     |  | 1.83 %  | 1.83 %  |

| \| Escaños \| Escaños \| Escaños \| Escaños \| Escaños \| \| --------- \| --------- \| ------- \| ------- \| ------- \| \| Partidos \| Partidos \| \| % \| % \| \| DC \| DC \| \| 42.86 % \| 42.86 % \| \| PCI–PSIUP \| PCI–PSIUP \| \| 32.06 % \| 32.06 % \| \| PSU \| PSU \| \| 14.60 % \| 14.60 % \| \| PLI \| PLI \| \| 5.08 % \| 5.08 % \| \| MSI \| MSI \| \| 3.49 % \| 3.49 % \| \| PRI \| PRI \| \| 0.63 % \| 0.63 % \| \| PDIUM \| PDIUM \| \| 0.63 % \| 0.63 % \| \| Otros \| Otros \| \| 0.63 % \| 0.63 % \| |           |  |         |         |
| Escaños |           |  |         |         |
| Partidos | Partidos  |  | %       | %       |
| DC | DC        |  | 42.86 % | 42.86 % |
| PCI–PSIUP | PCI–PSIUP |  | 32.06 % | 32.06 % |
| PSU | PSU       |  | 14.60 % | 14.60 % |
| PLI | PLI       |  | 5.08 %  | 5.08 %  |
| MSI | MSI       |  | 3.49 %  | 3.49 %  |
| PRI | PRI       |  | 0.63 %  | 0.63 %  |
| PDIUM | PDIUM     |  | 0.63 %  | 0.63 %  |
| Otros | Otros     |  | 0.63 %  | 0.63 %  |